# All the Way (Justin Hayward)
All The Way è una compilation di Justin Hayward, chitarrista e voce del gruppo rock inglese dei Moody Blues, pubblicata nel 2016.

## Il Disco
È stato pubblicato in due versioni: la standard edition, 1 CD con 15 tracce e un brano inedito, e la tour edition, 2 CD con ulteriori 15 canzoni, in vendita solo sul sito ufficiale o durante le esibizioni dal vivo di Hayward.

## Tracce

### Standard Edition
1. Blue Guitar
2. Forever Autumn
3. Broken Dream
4. Troubadour
5. The Best Is Yet To Come
6. One Day, Someday
7. One Lonely Room
8. In Your Blue Eyes
9. Vincent
10. Nights In White Satin
11. Raised On Love
12. It's Not Too Late
13. The Story In Your Eyes (versione 2016)
14. The Western Sky
15. The Wind Of Heaven (inedito)

### Tour Edition

#### Disco 1
1. Blue Guitar
2. Forever Autumn
3. Broken Dream
4. Troubadour
5. The Best Is Yet To Come
6. One Day, Someday
7. One Lonely Room
8. In Your Blue Eyes
9. Vincent
10. Nights In White Satin
11. Raised On Love
12. It's Not Too Late
13. The Story In Your Eyes (versione 2016)
14. The Western Sky
15. The Wind Of Heaven (inedito)

#### Disco 2
1. Lay It On Me
2. Nostradamus
3. Moving Mountains
4. I Heard It
5. I Dreamed Last Night
6. Crazy Lovers
7. Silver Bird
8. It Won't Be Easy
9. Lost And Found
10. Stage Door
11. Scarborough Fair
12. The Way Of The World
13. Night Flight
14. Gypsy (versione 2016)
15. The Eastern Sun